# Kang Hee-chan
Kang Hee-chan, född 10 maj 1970, är en sydkoreansk idrottare som tog OS-brons i bordtennis 1992 i Barcelona. Bronset vann han i dubbelklassen för herrar, och spelade tillsammans med Lee Chul-seung.